# VH1 Alemanha
VH-1 Alemanha foi um canal de música alemão, pertencente a MTV Networks. Focava em um público adulto e em música adult contemporary. Exibia programas do VH1 EUA com Behind The Music, Storytellers, Pop Up Video e VH1 Big In Award, mas também produziu programas locais ao longo de sua existência.
A distribuição foi difícil.Geralmente, o canal possuia tempo compartilhado com a Nickelodeon, canal infantil da Viacom, porém o projeto foi descontinuado em 1998.